# 레 희종
레 희종(베트남어: Lê Hy Tông / 黎熙宗, 1663년 4월 22일(음력 3월 15일) ~ 1716년 6월 4일(음력 4월 15일))은 대월 후 레 왕조의 제22대 황제이다. 성명은 레 주이 깝(베트남어: Lê Duy Cáp / 黎維祫 여유협)이다.

## 생애
1663년, 신종의 유복자로 태어났다. 1675년, 가종이 승하하자 황제로 즉위하였다.
1677년, 까오방(高平)에서 왕조를 유지하고 있던 막 왕조의 잔존 세력을 서왕(西王) 찐딱(베트남어: Trịnh Tạc / 鄭柞 정작)이 무장 딘반짜(베트남어: Đinh Văn Tả / 丁文左 정문좌)를 선봉에 세워 정벌 하였고, 이후 대피한 잔존 세력들은 청나라로 귀순하였다.
이후, 다이비엣 영토 내에서 전쟁 없는 평화가 찾아왔으며, 이 치세를 정화지치(Chính Hòa chi trị/正和之治)라고 한다.
1705년, 희종은 황태자에게 양위하여 태상황으로 물러난다. 몇년 후, 1716년에 태상황 희종이 승하한다.

## 가계

### 후비
- 온자황태후(Ôn Từ Hoàng thái hậu/溫慈皇太后) 응우옌 티 응옥데(Nguyễn Thị Ngọc Đệ/阮氏玉娣/완씨옥제) (? ~ 1715년)

### 황자
1. 황태자(皇太子) 레 주이 드엉(Lê Duy Đường/黎維禟/여유당) - 제23대 황제 유종(裕宗).
2. 황자(皇子) 레 주이 쭉(Lê Duy Chúc/黎維祝/여유축)

## 기년
| 희종        | 원년            | 2년        | 3년        | 4년        | 5년                 | 6년        | 7년        | 8년        | 9년        | 10년       |
| ----------- | --------------- | ---------- | ---------- | ---------- | ------------------- | ---------- | ---------- | ---------- | ---------- | ---------- |
| 서력 (西曆) | 1676년          | 1677년     | 1678년     | 1679년     | 1680년              | 1681년     | 1682년     | 1683년     | 1684년     | 1685년     |
| 간지 (干支) | 병진(丙辰)      | 정사(丁巳) | 무오(戊午) | 기미(己未) | 경신(庚申)          | 신유(辛酉) | 임술(壬戌) | 계해(癸亥) | 갑자(甲子) | 을축(乙丑) |
| 연호 (年號) | 영치(永治) 원년 | 2년        | 3년        | 4년        | 5년 정화(正和) 원년 | 2년        | 3년        | 4년        | 5년        | 6년        |
| 희종        | 11년            | 12년       | 13년       | 14년       | 15년                | 16년       | 17년       | 18년       | 19년       | 20년       |
| 서력 (西曆) | 1686년          | 1687년     | 1688년     | 1689년     | 1690년              | 1691년     | 1692년     | 1693년     | 1694년     | 1695년     |
| 간지 (干支) | 병인(丙寅)      | 정묘(丁卯) | 무진(戊辰) | 기사(己巳) | 경오(庚午)          | 신미(辛未) | 임신(壬申) | 계유(癸酉) | 갑술(甲戌) | 을해(乙亥) |
| 연호 (年號) | 7년             | 8년        | 9년        | 10년       | 11년                | 12년       | 13년       | 14년       | 15년       | 16년       |
| 희종        | 21년            | 22년       | 23년       | 24년       | 25년                | 26년       | 27년       | 28년       | 29년       | 30년       |
| 서력 (西曆) | 1696년          | 1697년     | 1698년     | 1699년     | 1700년              | 1701년     | 1702년     | 1703년     | 1704년     | 1705년     |
| 간지 (干支) | 병자(丙子)      | 정축(丁丑) | 무인(戊寅) | 기유(己卯) | 경진(庚辰)          | 신사(辛巳) | 임오(壬午) | 계미(癸未) | 갑신(甲申) | 을유(乙酉) |
| 연호 (年號) | 17년            | 18년       | 19년       | 20년       | 21년                | 22년       | 23년       | 24년       | 25년       | 26년       |